# Streblocera olivera
Streblocera olivera är en stekelart som beskrevs av Donald L.J. Quicke och Ole William Purvis 2001. Streblocera olivera ingår i släktet Streblocera och familjen bracksteklar. Inga underarter finns listade i Catalogue of Life.